# 田中恭吉
田中 恭吉（たなか きょうきち、明治25年（1892年）4月9日 - 大正4年（1915年）10月23日）は、和歌山県和歌山市出身の文人・芸術家。特に版画家としてよく知られている。

## 経歴

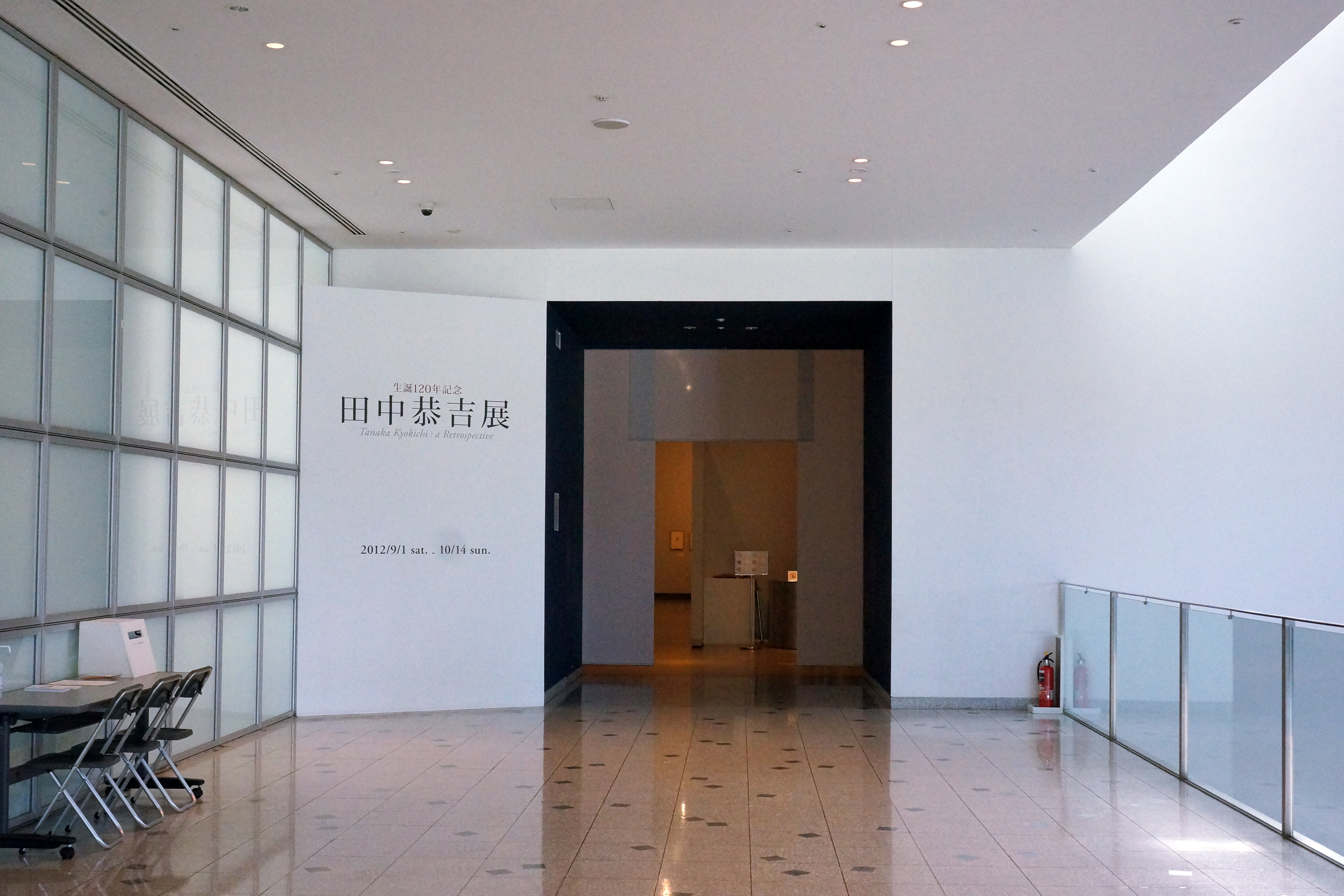
2012年に和歌山県立近代美術館で開催された生誕120年記念展

明治25年（1892年）、現在の和歌山市に生まれた。明治43年（1910年）に和歌山県立徳義中学校（後に和歌山中学校と統合）を卒業すると上京し、約1年間、白馬会原町洋画研究所に通う間に恩地孝四郎と知り合った。翌年に東京美術学校の彫刻科に入学すると、藤森静雄、大槻憲二、土岡泉、竹久夢二、香山小鳥などと交流を深める中で独自の表現を模索。初めて木版画を制作したのは大正2年（1913年）12月頃だと考えられている。藤森や大槻、土岡などと同人雑誌「ホクト」を手掛けたり、雑誌「少年界」や「少女界」に寄稿したり、回覧雑誌「密室」にペン画や、自刻による木版画いわゆる創作版画を発表するなど、美術と文芸の両方で才能を発揮した。
その後、恩地との間で自刻版画集を刊行しようと計画し、藤森も巻き込んで大正3年（1914年）4月に私輯「月映」を刊行した。しかし大正2年（1913年）頃に肺結核を発病しており、療養のために和歌山に帰郷。版画への熱意もむなしく仲間と別れる無念さは『焦心』に表れている。その作品はエドヴァルド・ムンクの影響からか、結核を病む作者の心情を映してか、一種の病的な冴えた神経を示していた。負担のかかる版画ではなく詩歌を中心に創作活動を続け、大正3年（1914年）9月には公刊『月映』が刊行されたが、大正4年（1915年）10月23日、和歌山市内の自宅で23歳にして逝去。
大正6年（1917年）には萩原朔太郎の詩集「月に吠える」で恭吉の作品が取り上げられた。恭吉の作品や資料の多くは和歌山県立近代美術館に所蔵されている。